# All Killer No Filler
All Killer No Filler, és el segon àlbum de la banda canadenca Sum 41, llançat el 8 de maig de 2001 amb la col·laboració d'Island Records. L'àlbum va ser disc platí, obtenint vendes superiors al milió de còpies. Les lletres de les cançons tracten diversos temes com la societat, mandra, luxúria, relacions, etc. En un episodi de MTV Cribs mostrant la casa de Steve, Deryck va dir que la major part de les cançons de All Killer No Filler van ser escrites al soterrani de l'Steve.
El 2006 l'àlbum havia venut 2 milions de còpies als Estats Units i 3,5 milions a tot el món.
És l'àlbum de la banda que més còpies ha venut.
És la segona vegada que la cançó "Summer"apareix en algun àlbum de Sum 41, la primera va ser Half Hour of Power . La banda va planejar posar la cançó en cadascun dels seus discos a tall de broma, però desistir d'aquests plans després d'All Killer No Filler.

## Llista de pistes
1. Introduction to Destruction - 0:37
2. Nothing on My Back - 3:01
3. Never Wake Up - 0:49
4. Fat Lip - 2:58
5. Rhythms - 2:58
6. Motivation - 2:50
7. In Too Deep - 3:27
8. Summer - 2:49
9. Handle This - 3:37
10. Crazy Amanda Bunkface - 2:15
11. All She's Got - 2:21
12. Heart Attack - 2:49
13. Pain for Pleasure - 1:42
14. Makes No Difference - 3:11 *(UK bonus track)

Les cançons "Summer" i "Makes No Difference" van pertànyer originalment a Half Hour of Power.

## Participació
- Sum 41
  - Deryck Whibley - Guitarra, vocalista
  - Dave Baksh - Guitarra, vocalista de suport
  - Cone McCaslin - Baix, vocalista de suport
  - Steve Jocz - Bateries, vocalista de suport
- Greig Nori - Manager, vocalista de suport, guitarra
- Jerry Finn - Productor
- Tom Lord-Alge - Mixing
- Jonathan Mannion - Fotografia, Disseny
- Joe McGrath - Enginyer
- Sean O'Dwyer - Enginyer
- Robert Read - Assistent
- Alan Sanderson - Assistent
- Katy Teasdale - Assistent

## Posició a les llistes
Àlbum - Billboard (Estats Units)
| Any  | Llista              | Posició |
| ---- | ------------------- | ------- |
| 2001 | The Billboard 200   | 13      |
| 2001 | Top Canadian Albums | 1       |
| 2001 | UK Albums           | 7       |

Senzills - Billboard (Estats Units)
| Any  | Senzill (Single) | Llista                | Posició |
| ---- | ---------------- | --------------------- | ------- |
| 2001 | "Fat Lip"        | Modern Rock Tracks    | 1       |
| 2001 | "Fat Lip"        | The Billboard Hot 100 | 66      |
| 2001 | "In Too Deep"    | Modern Rock Tracks    | 10      |
| 2002 | "Motivation"     | Modern Rock Tracks    | 24      |